# Patra Sana
Patra Sana is een bestuurslaag in het regentschap Tangerang van de provincie Banten, Indonesië. Patra Sana telt 7224 inwoners (volkstelling 2010).